# Comté de Garvin
Le comté de Garvin est un comté situé dans l'État de l'Oklahoma aux États-Unis. Le siège du comté est Pauls Valley. Selon le recensement de 2010, sa population est de 27 576 habitants.

## Comtés adjacents
- Comté de McClain (nord)
- Comté de Pontotoc (est)
- Comté de Murray (sud-est)
- Comté de Carter (sud)
- Comté de Stephens (sud-ouest)
- Comté de Grady (nord-ouest)

## Principales villes
- Elmore City
- Erin Springs
- Lindsay
- Maysville
- Paoli
- Pauls Valley
- Stratford
- Wynnewood